# Nieuport 27
Die Nieuport 27 C.1 war ein französischer Doppeldecker-Jagdeinsitzer aus dem Jahre 1917.

## Entwicklung
Die Nieuport 27 wurde von Gustave Delage bei der Societé Anonyme des Établissements Nieuport in Issy-les-Moulineaux entworfen und war die letzte Nieuport mit V-förmigen-Tragflächenstützen, die noch im Ersten Weltkrieg zum Einsatz kam. Das Flugzeug basierte auf den Vorgängern Nieuport 17 und Nieuport 24. Das Flugzeug hatte einen aerodynamisch verbesserten Rumpf mit ovalem Querschnitt, ein modifiziertes Fahrgestell erhielt ein neues abgerundetes Höhenleitwerk und einen neuen Schleifsporn. Delage rundete zusätzlich die Flügelspitzen und das Querruder ab, um Abrollen zu verbessern. Der hintere Rumpf wurde halb abgerundet.
Die Leistung des Le Rhone-Sternmotors wurde von 110 PS der Nieuport 17 auf nun 120 PS (88 kW) erhöht. Die Nieuport 27 besaß ein synchronisiertes 7,7-mm-Vickers- oder Lewis-Maschinengewehr, welches über dem Rumpf angebracht war.

## Einsatz
Ende 1917 kamen die ersten Maschinen zu den französischen Luftstreitkräften. Mindestens drei Flugzeuge erhielt der Royal Naval Air Service, welcher ein zusätzliches Lewis-MG mit Foster-Lafette an die oberen Tragfläche montierte. Die Flugzeuge wurden allerdings Mitte 1918 durch die SPAD S.XIII ersetzt. Die USA bestellten 287 Flugzeuge, vermutlich wurden aber nicht mehr als rund 120 Maschinen bis Kriegsende geliefert und ab 1918 als Schulflugzeuge bei dem United States Army Air Service eingesetzt. Auch die italienische Fliegertruppe setzte die zum Teil von Macchi-Nieuport in Lizenz gefertigten und mit leistungsgesteigerten 130-PS-Le-Rhône-9Jby-Motoren angetriebenen Ni 27 ein, wobei die italienischen Flieger ebenfalls die Hanriot HD.1 und die SPAD S.XIII vorzogen. Zwei italienische Ni 27 wurden von den K.u.k. Luftfahrtruppen unversehrt erbeutet und verwendet, bevor sie zur technischen Untersuchung ins k.u.k. Fliegerarsenal überführt wurden. 1919 kaufte Polen eine Nieuport 27.
Bekanntester Pilot der Nieuport 27 war der französische Jagdflieger Charles Nungesser.

## Technische Daten

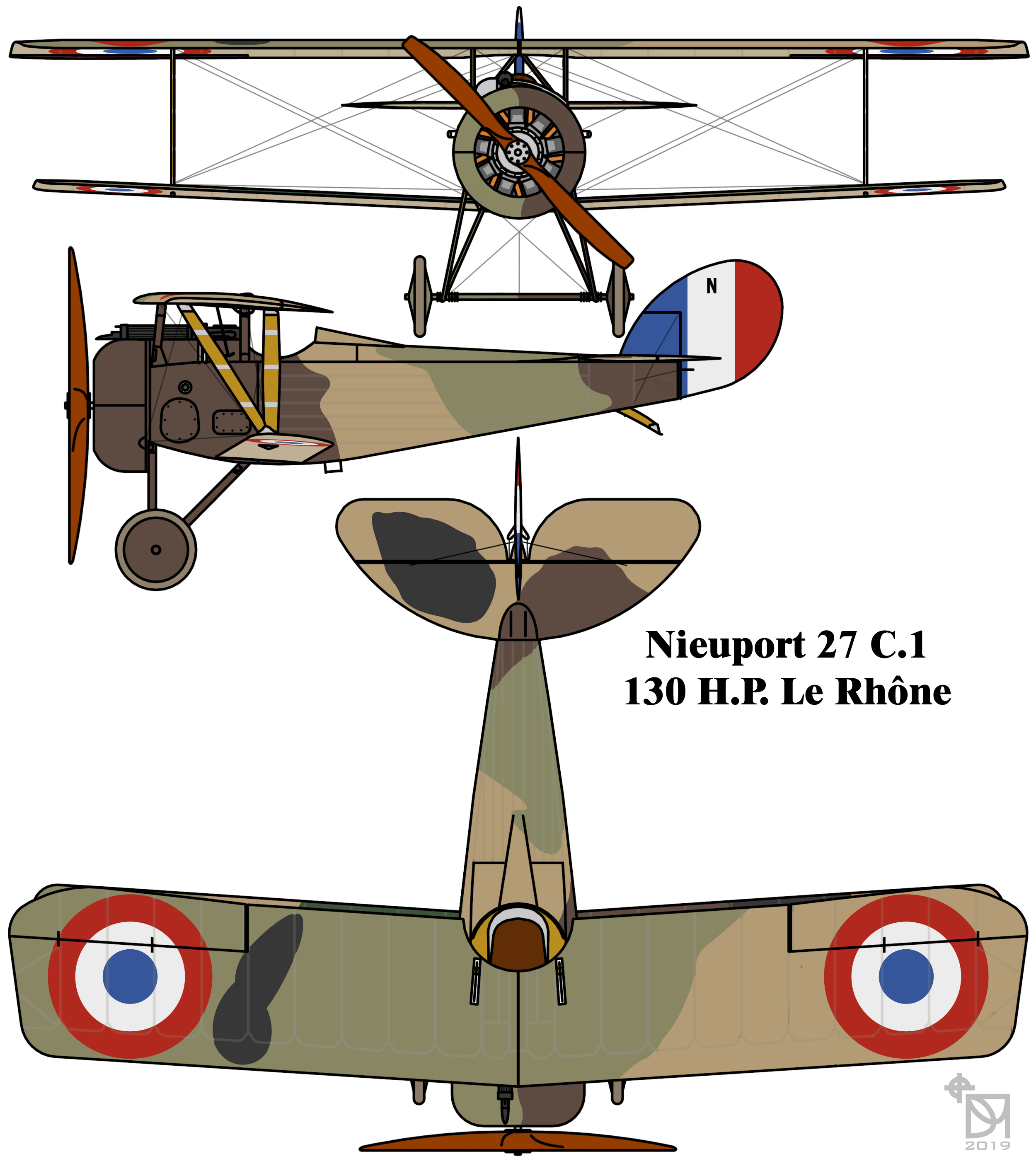
Dreiseitenansicht Nieuport 27 C.1

| Kenngröße             | Daten                                                         |
| --------------------- | ------------------------------------------------------------- |
| Besatzung             | 1                                                             |
| Länge                 | 5,74 m                                                        |
| Spannweite            | 8,20 m                                                        |
| Höhe                  | 2,35 m                                                        |
| Flügelfläche          | 14,75 m²                                                      |
| Leermasse             | 380 kg                                                        |
| Startmasse            | 565 kg                                                        |
| Antrieb               | ein Le-Rhône-Umlaufmotor                                      |
| Leistung              | 120 PS (88 kW)                                                |
| Höchstgeschwindigkeit | 185 km/h                                                      |
| Steigleistung         | 3,15 min auf 1000 m Höhe                                      |
| Dienstgipfelhöhe      | 5500 m                                                        |
| Reichweite            | 250 km                                                        |
| max. Flugdauer        | 1,30 h                                                        |
| Bewaffnung            | 1 Vickers-MG, Kal. 7,7 mm, nach vorne feuernd, synchronisiert |